# Kriegerdenkmal Jarchau
Das Kriegerdenkmal Jarchau ist ein denkmalgeschütztes Kriegerdenkmal im Ortsteil Jarchau der Stadt Stendal in Sachsen-Anhalt. Im örtlichen Denkmalverzeichnis ist das Kriegerdenkmal unter der Erfassungsnummer 094 76714 als Kleindenkmal verzeichnet.
Das Kriegerdenkmal in Jarchau befindet sich an der Straße Kirchstege und ist Teil der Friedhofsmauer der Kirche des Ortes. Es handelt sich dabei um einen gemauerten Feldsteinrahmen, der von einem Adler mit ausgebreiteten Schwingen gekrönt wird. In einer Vertiefung befindet sich eine Gedenktafel für die Gefallenen des Ersten Weltkriegs mit den Namen der gefallenen Soldaten und einem Eisernen Kreuz als Verzierung.